# جوان و زیبا (ترانه لانا دل ری)
«زیبا و جوان» (به انگلیسی: Young and Beautiful) ترانه‌ای از خواننده و ترانه‌سرای اهل ایالات متحده آمریکا لانا دل ری است که در ۲۲ آوریل ۲۰۱۳ منتشر شد.